# Wapen van Oudergem

Wapen van Oudergem

Het wapen van Oudergem werd op 31 juli 1926 per Koninklijk Besluit aan de Brusselse gemeente Oudergem toegekend. Het wapen werd het jaar eerder op 6 januari reeds door de gemeenteraad aangenomen als het gemeentelijk wapen.

## Blazoenering
De blazoenering van het wapen luidt als volgt:
Gedeeld: 1 in lazuur de H. Maagd Maria gekroond en het hoofd met een stralenkrans omgeven van goud, de voeten geplaatst op eenen grasgrond van sinopel en houdende op de linkerhand het kind Jesus het hoofd met een stralenkrans omgeven, van goud. De Heilige Maagd gezeten in een kapelletje ingelijks van goud, zijdelings geplaatst en twee elkander aanziende duiven van hetzelfde op de uiteinden van zijn dak ondersteunende; 2 in keel een driebladerige kroon doorstoken twee schuinkruislings geplaatste palmen en een zwaard de punt omhoog paalsgewijs geplaatst over de palmen heen, het alles van zilver.
Het wapen is in twee gelijke verticale delen gedeeld. In het eerste staat de Heilige Maagd Maria. Zij is gekroond met een kroon en heeft om haar hoofd een stralenkrans. Zij zit in een gotisch kapelletje, met twee duiven naast het kapelletje. De duiven zijn beide naar het kapelletje toegedraaid. Op haar schoot heeft zij het kindeke Jezus, waarvan ook het hoofd is omgeven door een stralenkrans. De stralenkransen, het kapelletje, de duiven en Maria haar kroon zijn allemaal van goud. Het geheel is op een groene ondergrond geplaatst. De achtergrond is blauw van kleur.
Het tweede deel is rood van kleur. Hierop is een kroon geplaatst met daaronder twee kruislings geplaatste palmtakken. Over de palmtakken is een zilveren zwaard geplaatst. Het zwaard is met het heft naar beneden en de kling naar boven geplaatst. De kroon, palmtakken en het zwaard zijn allen van zilver.

## Geschiedenis
Het wapen van Oudergem werd in 1926 aan de ruim 60 jaar eerder gevormde gemeente toegekend. Het wapen staat symbool voor het religieuze verleden van de gemeente: het eerste deel staat symbool voor de priorij Hertoginnedal, nu een kasteel, het tweede voor het Rood-Klooster. Dit is tevens het embleem van de priorij van de reguliere kanunniken van Sint-Augustinus. De twee kloosters werden in 1784 door Jozef II opgeheven.